# Rush (Sportwagen)
Der Rush ist ein Sportwagen verschiedener deutscher Automobilhersteller. Er ist eine Nachbildung des Lotus Seven. Das Fahrzeug ist als Bausatz, als rollendes Chassis und als Fertigfahrzeug erhältlich.

## Hersteller
Mohr Automobile fertigte das Modell von 1985 bis 1996 und vermarktete es unter der Marke Mohr und dem Modellnamen Rush. Der Entwurf stammte von Dax. 1996 übernahm das Autohaus Achim Gorgus die Produktion. Nun lautete die Marke Gorgus, während der Modellname unverändert blieb. 2000 übernahm das Autohaus Jörg Glauner die Produktion. Seitdem lautet der Markenname Rush. Bis zum Beginn des Modelljahres 1997 sollen bereits fast 500 Exemplare verkauft worden sein.

## Fahrzeug
Als Fahrgestell dient ein Stahlgitterrohrrahmen, den es in zwei unterschiedlichen Längen gibt. Darauf wird eine Karosserie aus Aluminium montiert. Es besteht die Wahl zwischen Starrachse und Einzelradaufhängung. Für den Antrieb stehen Einbaumotoren von Ford, Honda, Opel, Rover und von der Suzuki Hayabusa zur Verfügung. Dabei handelt es sich um Vier-, Sechs- und Achtzylindermotoren.

## Preise
Die Preise sind sehr vom Umfang des Bausatzes und des Motors abhängig. 1991 kostete ein rollendes Chassis ab 12.244,74 DM und ein Komplettfahrzeug mit einem Motor vom Ford Sierra mit 2000 cm³ Hubraum und 104 PS Leistung ab 49.590 DM. Für den Rush Cosworth mit 280 PS Leistung betrugen die Preise im gleichen Jahr 17.961,84 DM für das rollende Chassis und 85.500 DM für ein Komplettfahrzeug. Im Modelljahr 2009 kostete ein Bausatz ab 12.500 Euro und ein Komplettfahrzeug ab 26.100 Euro.